# Cesar Paes
Orbilio Cesar Paes est un documentariste franco-brésilien né à Rio de Janeiro le 3 mai 1955. Il réside et travaille maintenant à Paris. Il est cofondateur de Laterit Productions avec sa femme Marie-Clémence Paes. Il a tourné plusieurs documentaires sur Madagascar.

## Filmographie
- Angano... Angano... nouvelles de Madagascar (1989)
- Aux guerriers du silence (1992)
- Le Bouillon d'Awara (1996)
- Saudade do Futuro (2000)
- Mahaleo (2005)
- Mahaleo à l’Olympia (2008)[1]
- L'opéra du bout du monde[2] (2012)
- Songs for Madagascar (2017)